# Anastasiya Yatsenko
Anastasiya Yatsenko –en ruso, Анастасия  Яценко– (1986) es una deportista rusa de origen ucraniano que compitió en triatlón. Ganó una medalla de oro en el Campeonato Mundial por Relevos de 2007. Está casada con el triatleta Dmitri Polianski.

## Palmarés internacional
| Campeonato Mundial por Relevos | Campeonato Mundial por Relevos | Campeonato Mundial por Relevos | Campeonato Mundial por Relevos |
| Año                            | Lugar                          | Medalla                        | Prueba                         |
| ------------------------------ | ------------------------------ | ------------------------------ | ------------------------------ |
| 2007                           | Tiszaújváros (Hungría)         | Medalla de oro                 | Relevos                        |